# Lennebrücke Ohle
Die Lennebrücke Ohle ist eine als Kulturdenkmal geschützte Eisenbahnbrücke der 1969 stillgelegten Bahnstrecke Plettenberg–Herscheid über den Fluss Lenne in der nordrhein-westfälischen Stadt Plettenberg, Ortsteil Ohle. Im Sommer 2015 wurde auf einem Segment ein Aussichtspunkt gebaut.

## Geschichte
Die Fischbauchbrücke über den Fluss und die Flussauen ist Teil eines Bogens mit mehr als 180°, den die Bahnstrecke Plettenberg–Herscheid im Abzweig von der Ruhr-Sieg-Strecke beschreibt. Die Brücke wurde im Jahr 1914 als Stahlfachwerkbrücke realisiert und setzt sich als ein ca. 110 Meter langer Bahndamm fort, der in den dreibogigen Bommecke-Viadukt übergeht.

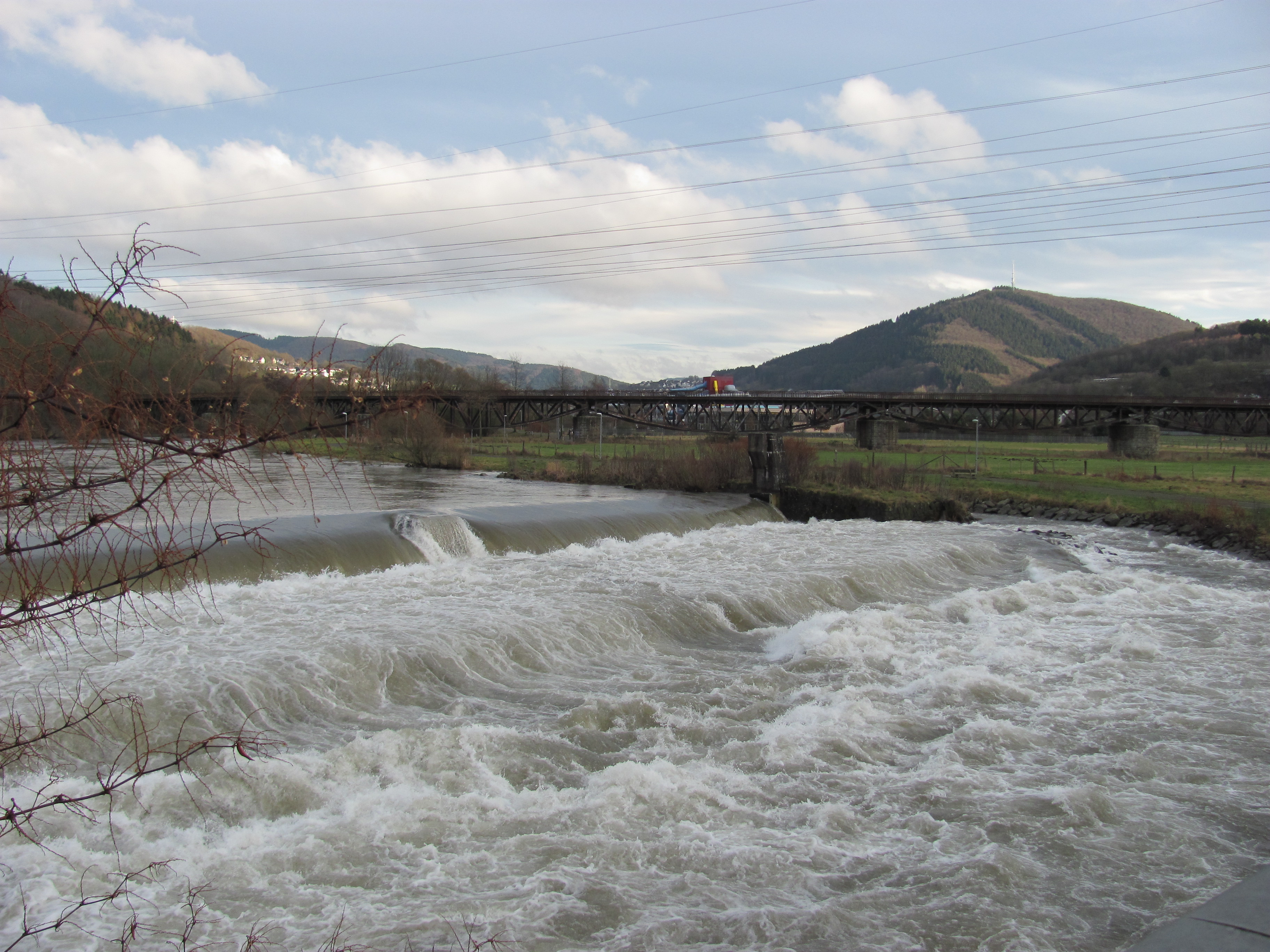
Lennebrücke Ohle hinter Wehr des Wasserkraftwerks Ohle